# Tropasteron robertsi
Tropasteron robertsi là một loài nhện trong họ Zodariidae.
Loài này thuộc chi Tropasteron. Tropasteron robertsi được B.C.Baehr miêu tả năm 2003.